# Kolarstwo na Letnich Igrzyskach Olimpijskich 1936 – jazda drużynowa mężczyzn
Konkurencja jazdy drużynowej na czas podczas XI Letnich Igrzysk Olimpijskich została rozegrana 10 sierpnia 1936 roku.
Wystartowało 88 zawodników z 22 krajów. Trasa liczyła 100 km. Do wyniku drużynowego zaliczały się trzy najlepsze wyniki uzyskane przez kolarzy z danego kraju podczas wyścigu ze startu wspólnego.

## Wyniki
| Pozycja | Kraj              | Zawodnik                                                                 | Czas      |
| ------- | ----------------- | ------------------------------------------------------------------------ | --------- |
| 1.      | Francja           | Robert Charpentier Guy Lapébie Robert Dorgebray Jean Goujon              | 7:39:16,2 |
| 2.      | Szwajcaria        | Ernst Nievergelt Edgar Buchwalder Kurt Ott Gottlieb Weber                | 7:39:20,4 |
| 3.      | Belgia            | Auguste Garrebeek Armand Putzeys Jean-François Van Der Motte Jef Lowagie | 7:39:21,0 |
| 4.      | Włochy            | Pierino Favalli Glauco Servadei Corrado Ardizzoni Elio Bavutti           | 7:39:22,0 |
| 5.      | Austria           | Eugen Schnalek Virgilius Altmann Hans Höfner Karl Kühn                   | 7:39:24,0 |
| –       | Łotwa             | Mārtiņš Mazūrs Arvīds Immermanis Aleksejs Jurjevs Jānis Vītols           | 8:21:24,0 |
| –       | Bułgaria          | Kynjo Dżambazow Nikoła Nenow Aleksandyr Nikołow Genadi Simow             | b.d.      |
| –       | Kanada            | Lionel Coleman George Crompton Rusty Peden George Turner                 | b.d.      |
| –       | Chile             | Jesús Chousal Jorge Guerra Rafael Montero Manuel Riquelme                | b.d.      |
| –       | Czechosłowacja    | Josef Lošek Vilém Jakl Hans Leutelt Miloslav Loos                        | b.d.      |
| –       | Dania             | Frode Sørensen Arne Petersen Knud Jacobsen Tage Møller                   | b.d.      |
| –       | III Rzesza        | Fritz Scheller Willi Meurer Fritz Ruland Emil Schöpflin                  | b.d.      |
| –       | Węgry             | János Bognár István Liszkay István Adorján Károly Nemes-Nótás            | b.d.      |
| –       | Luksemburg        | Jacques Majerus François Neuens Paul Frantz Rudy Houtsch                 | b.d.      |
| –       | Peru              | Manuel Bacigalupo Gregorio Caloggero José Mazzini César Peñaranda        | b.d.      |
| –       | Polska            | Stanisław Zieliński Wacław Starzyński Mieczysław Kapiak Wiktor Olecki    | b.d.      |
| –       | Szwecja           | Arne Berg Berndt Carlsson Ingvar Ericsson Sven Johansson                 | b.d.      |
| –       | Turcja            | Talat Tunçalp Kirkor Canbazyan Kazım Bingen Orhan Suda                   | b.d.      |
| –       | Stany Zjednoczone | Albert Byrd Charles Morton Paul Nixon John Sinibaldi                     | b.d.      |
| –       | Jugosławia        | August Prosenik Franc Gartner Josip Pokupec Ivan Valant                  | b.d.      |
| –       | Wielka Brytania   | Charles Holland John Gavin Bone Bill Messer Alick Bevan                  | DNF       |
| –       | Holandia          | Nico van Gageldonk René van Hove Gerrit Schulte Philippus Vethaak        | DNF       |